# Agrotis unimaculata
Agrotis unimaculata là một loài bướm đêm trong họ Noctuidae.